# Anton Schnack
Pour les articles homonymes, voir Schnack.
Anton Schnack, né le 21 juillet 1892 à Rieneck et mort le 26 septembre 1973 à Kahl am Main, est un écrivain et poète allemand.

## Biographie
Troisième enfant d'un commandant de poste de gendarmerie, Anton Schnack était le plus jeune frère de l'écrivain Friedrich Schnack (de).
Les mutations professionnelles de son père le conduisirent à Dettelbach, Kronach et Hammelburg, où il termina finalement ses études (Progymnasium). Après diverses activités, notamment en tant que journaliste à Halberstadt et à Bolzano, Anton Schnack prit part à la Première Guerre mondiale de 1915 à 1916, jusqu'au moment où il fut blessé.
Après avoir vécu la fin de la guerre en tant que rédacteur en chef à Darmstadt, Anton Schnack a commencé la publication de ses premiers ouvrages de poésie. De 1920 à 1925, il fut critique de théâtre et rédacteur de feuilletons au Neues Badischen Landes-Zeitung (Le Journal du nouveau Land de Bade). Il épousa Maria Glöckler le 24 octobre 1924.
Par la suite, il réalisa un certain nombre de voyages à l'étranger, qui le conduisirent en France, en Italie et en Dalmatie. Après avoir changé de travail à Mannheim, et après plusieurs déménagements, le couple Schnack s'installa en 1933 à Berchtesgaden. Il appartint au groupe de 88 écrivains qui, en octobre 1933, avaient signé à l'intention d'Adolf Hitler le « serment de soutien et de fidélité ultime » (Gelöbnis treuester Gefolgschaft).
En 1937, après s'être fixé à Francfort, Anton Schnack fut incorporé dans la Wehrmacht en 1944. Après avoir été brièvement prisonnier des Américains, il s'installa définitivement à Kahl am Main, où il décède le 26 septembre 1973.

## Œuvres
Anton Schnack se distingua d'abord et avant tout par sa poésie lyrique et par de petites pièces en prose, rassemblées dans des ouvrages tels que Die bunte Hauspostille (1938), Begegnungen am Abend (1940), etc. À côté de quelques nouvelles, il n'écrivit que deux romans.

### Poésies lyriques
- 1919 : Strophen der Gier
  - Der Abenteurer (L'Aventurier)
  - Die tausend Gelächter (Les Mille Rires)
- 1920 : Tier rang gewaltig mit Tier
- 1936 : Die Flaschenpost
  - Die Verstoßenen (L'Infraction)
- 1947 : Der Annoncenleser
- 1948 : Mittagswein (Vin de midi)
- 1953 : Jene Dame, welche … (Chaque dame qui…)

### Romans
- 1936 : Zugvögel (Oiseaux migrateurs)
- 1937 : Der finstere Franz (Le Sinistre Franz)